# アソコ洗い屋のお仕事〜片想い中のアイツと女湯で〜
『アソコ洗い屋のお仕事〜片想い中のアイツと女湯で〜』は、トヨによる日本の漫画作品。2018年4月23日よりComicFestaほかにて電子コミックとして連載中。単行本は『アソコ洗い屋さん！』のタイトルでブラスト出版より発売。

## あらすじ
ぎっくり腰の祖父に代わり、実家の銭湯で背中流し職人のアルバイトを始めた月島奏太。ある日、天敵の同級生・結月葵と彼女が所属する女子バレー部の部員達が銭湯にやって来た。
奏太は正体がバレていない事を良い事に、日頃の恨みを晴らすべく葵の身体に痩身マッサージという名目でセクハラをしたが、その後葵の秘密を知ってしまう。

## 登場人物
結月 葵（ゆずき あおい）
声 - 青葉りんご
本作のヒロイン。高校1年生。奏太のクラスメイト。女子バレー部のエース。奏太とは口論が絶えないが、実は彼に好意を寄せている。
月島 奏太（つきしま そうた）
声 - 本間かいな
本作の主人公。高校1年生。男子バレー部員。実家が銭湯を経営しているが、部員には秘密にしている。腰を痛めた祖父に替わって三助をさせられるが、その場に女子バレー部員一行が来てしまい、正体を隠しつつ彼女達の身体を洗う羽目になる。
佐々倉 芽衣（ささくら めい）
声 - 伊ヶ崎綾香
女子バレー部のキャプテン。おっとりしているが、勘が鋭く、三助の正体も奏太であるすぐに見抜いた。部員の裸を見た彼に脅しをかけようとする一方、痩身マッサージに興味があり、奏太の正体を明かさない代わりに施術を依頼。痩身マッサージを受ける最中、欲情した奏太に犯されるという形で肉体関係を持ってしまうが、二人だけの秘密としている。ただし、この時のセックスで奏太は芽衣に童貞を捧げており、一方で芽衣も奏太を意識するきっかけが出来た為、後に度々アプローチをかける等、好意を隠さないでいる。
高杉 秀元（たかすぎ ひでもと）
声 - 古河徹人
男子バレー部のキャプテン。美形で部員からの人望も厚いが、少しズレている。登場当初は葵に想いを寄せていたが、後に芽衣と交際に発展。運転免許を所持している。
月島源蔵
声 - 荒川虎鉄
奏太の祖父。腰を痛めたため、三助の仕事を奏太に託すことから物語が始まる。テレビ番組の取材で痩身マッサージを宣伝するが、奏太は効果を疑っている。
平塚浩平
声 - 折笠伸明
男子バレー部員で奏太の友人。スケベで覗きを提案したりする。
結月楓
声 - 小花モモコ
葵の母。

## 書誌情報
- トヨ『アソコ洗い屋さん！』ブラスト出版〈occupai〉、既刊8巻（2024年10月18日現在）
  1. 『アソコ洗い屋さん！〜俺とアイツが女湯で!?』 2019年3月18日発売[3]、ISBN 978-4-434-25624-0
  2. 『アソコ洗い屋さん！〜シャワー室で濡れる本能〜』 2019年10月18日発売[4]、ISBN 978-4-434-26405-4
  3. 『アソコ洗い屋さん！〜好きだらけのナカに注いで〜』 2020年11月18日発売[5]、ISBN 978-4-434-27923-2
  4. 『アソコ洗い屋さん！〜碧眼ガールとイカせっこ〜』 2021年7月18日発売[6]、ISBN 978-4-434-28820-3
  5. 『アソコ洗い屋さん！〜媚薬で目覚める求愛衝動〜』 2022年4月18日発売[7]、ISBN 978-4-434-29930-8
  6. 『アソコ洗い屋さん！〜男女がサカる乱交温泉〜』 2022年12月18日発売[8]、ISBN 978-4-434-30929-8
  7. 『アソコ洗い屋さん！〜背徳まみれのバスタイム〜』 2023年10月18日発売[9]、ISBN 978-4-434-32385-0
  8. 『アソコ洗い屋さん！〜あの子が蕩ける濃密性交〜』 2024年10月18日発売[10]、ISBN 978-4-434-34263-9

## テレビアニメ
『洗い屋さん！〜俺とアイツが女湯で!?〜』のタイトルで、2019年4月から5月までTOKYO MXにて5分間のショートアニメとして放送された。全8話。
他のComicFestaアニメと同様に、通常版と年齢制限のある完全版が存在し、完全版はアニメZone独占配信となる。

### スタッフ
- 原作 - トヨ
- 監督・シリーズコンテ - 熨斗谷充孝
- シリーズ構成・脚本 - 戸田和裕
- キャラクターデザイン・総作画監督 - ななし
- 色彩設計 - アノ人
- 美術設定・美術監督 - 崔錫煥
- 美術制作 - 朴善卿
- 撮影監督 - 山本耕平
- 編集 - セリ＠G
- 音響監督 - えのもとたかひろ
- 音響制作 - スタジオマウス
- 制作 - ピカンテサーカス
- アニメーション制作 - マジックバス
- プロデューサー - スパイシー三郎、村井辰太郎
- 製作 - 彗星社

### 主題歌
「恋愛☆洗セーション」
結月葵（青葉りんご）、佐々倉芽衣（伊ヶ崎綾香）による楽曲。作詞は村井むらいむと火ノ岡レイ、作曲・編曲は森田交一。

### 各話リスト
| 話数  | サブタイトル       | 演出       | 作画監督        |
| ----- | ------------------ | ---------- | --------------- |
| 第1話 | 痩身マッサージ     | 熨斗谷充孝 | ななし たまねぎ |
| 第2話 | 特別な触り方       | 熨斗谷充孝 | ななし たまねぎ |
| 第3話 | シャワー室の秘密   | 熨斗谷充孝 | ななし たまねぎ |
| 第4話 | 隠せない恋心       | 熨斗谷充孝 | ななし たまねぎ |
| 第5話 | 布団の下で重なって | 熨斗谷充孝 | ななし たまねぎ |
| 第6話 | 93℃の三角関係      | 熨斗谷充孝 | ななし たまねぎ |
| 第7話 | 灼けるような告白を | 熨斗谷充孝 | ななし たまねぎ |
| 第8話 | 洗い流せない気持ち | 熨斗谷充孝 | ななし たまねぎ |

### 放送局
| 放送期間               | 放送時間                     | 放送局   | 対象地域 | 備考 |
| ---------------------- | ---------------------------- | -------- | -------- | ---- |
| 2019年4月8日 - 5月27日 | 月曜 1:00 - 1:05（日曜深夜） | TOKYO MX | 東京都   |      |

インターネットではニコニコ動画、YouTube、JOYSOUNDにて通常版が配信され、『ComicFesta』サイト内アニメZoneではテレビ放送より1話前倒しで、月曜0時より、年齢制限のある完全版も含めて配信される。
| TOKYO MX 月曜 1:00 - 1:05（日曜深夜） 枠 | TOKYO MX 月曜 1:00 - 1:05（日曜深夜） 枠 | TOKYO MX 月曜 1:00 - 1:05（日曜深夜） 枠 |
| 前番組                                   | 番組名                                   | 次番組                                   |
| ---------------------------------------- | ---------------------------------------- | ---------------------------------------- |
| パパだって、したい                       | 洗い屋さん!〜俺とアイツが女湯で!?〜      | 指先から本気の熱情-幼なじみは消防士-     |